# Kenneth Choi
Kenneth „Ken“ Choi (* 20. Oktober 1971 in Chicago, Illinois) ist ein US-amerikanischer Schauspieler koreanischer Abstammung.

## Leben
Der 1971 in Chicago geborene Kenneth Choi interessierte sich seit frühester Jugend für eine Ausbildung zum Schauspieler. Um den Wünschen seiner Eltern zu entsprechen, begann er jedoch zunächst ein Studium an der Purdue University mit einem Schwerpunkt in Wirtschaftsprüfung. Er brach das Studium aber schnell wieder ab, um sich doch der Schauspielerei zu widmen.
Ab 1998 trat er zunächst in kleineren Nebenrollen in Erscheinung. Bald folgten Gastrollen in Serien wie The West Wing – Im Zentrum der Macht, Roswell, Crossing Jordan – Pathologin mit Profil und Dr. House. 2004 war er in Steven Spielbergs Terminal zu sehen.
Einem größeren Publikum wurde er ab 2008 in Rolle des Henry Lin in der Fernsehserie Sons of Anarchy und als Sato in der Sitcom Samurai Girl bekannt. 2011 übernahm er in der Marvel-Comicverfilmung Captain America – The First Avenger die Rolle des japanischen Amerikaners Jim Morita, der gemeinsam mit Captain America (Chris Evans) gegen die Organisation Hydra kämpft.
Im Jahr 2013 trat er an der Seite von Leonardo DiCaprio und Jonah Hill in Martin Scorseses The Wolf of Wall Street auf.
In der ersten Staffel der Fernsehserie American Crime Story über den Strafprozess gegen O. J. Simpson war Choi als Richter Lance Ito zu sehen.
Choi lebt in Los Angeles.

## Filmografie (Auswahl)
- 1998: Halloween Town – Meine Oma ist ’ne Hexe (Halloweentown)
- 2000: Deep Core – Die Erde brennt (Deep Core)
- 2001: Beyond the Pale
- 2002: Woman on Fire
- 2002: King of Queens (The King of Queens, Fernsehserie, 1 Episode)
- 2003: Timecop 2 – Entscheidung in Berlin (Timecop: The Berlin Decision)
- 2004–2005: Dr. House (House, Fernsehserie, 2 Episoden)
- 2004: Terminal (The Terminal)
- 2005: The Road to Canyon Lake
- 2005: Harsh Times – Leben am Limit (Harsh Times)
- 2006: Im Fadenkreuz II – Achse des Bösen (Behind Enemy Lines II: Axis of Evil)
- 2006: CSI: Den Tätern auf der Spur
- 2006: Only the Brave
- 2006: Undoing
- 2006: The Heart Specialist
- 2007: 24 (Fernsehserie, 4 Episoden)
- 2007: Walk the Talk
- 2007: War
- 2007: Koreatown
- 2008: Street Kings
- 2008: Samurai Girl (Fernsehserie, 6 Episoden)
- 2008: Baby – Live Fast. Kill Young. (Baby)
- 2009: Heroes (Staffel 3 Folge 22)
- 2008–2009: L.A. Crash (Fernsehserie, 3 Episoden)
- 2008–2014: Sons of Anarchy (Fernsehserie, 14 Episoden)
- 2009: Burning Hollywood (Fernsehserie, 6 Episoden)
- 2009: Glee (Fernsehserie, 2 Episoden)
- 2010: Hawthorne (Fernsehserie, 3 Episoden)
- 2011: Captain America – The First Avenger (Captain America: The First Avenger)
- 2012: Red Dawn
- 2013: Ironside (Fernsehserie, 9 Episoden)
- 2013: The Wolf of Wall Street
- 2014: Agents of S.H.I.E.L.D. (Fernsehserie, 1 Episode)
- 2014: Allegiance (Fernsehserie, 13 Episoden)
- 2015–2018: The Last Man on Earth (Fernsehserie, 10 Episoden)
- 2016: The Whole Truth
- 2016: American Crime Story (Fernsehserie, 10 Episoden)
- 2016: Suicide Squad
- 2016: OneRepublic – Wherever I Go (Musikvideo)
- 2017: Stephanie – Das Böse in ihr (Stephanie)
- 2017: Spider-Man: Homecoming
- 2017: Bright
- 2017: Chicago Med (Fernsehserie, 2 Episoden)
- seit 2018: 9-1-1: Notruf L.A. (9-1-1, Fernsehserie)
- 2018: Hotel Artemis
- 2018: Gringo
- 2018: Office Uprising
- 2018: Bumblebee
- 2019: Snowfall (Fernsehserie, 1 Episode)